# Auf dem Sprengel
Das Naturschutzgebiet Auf dem Sprengel liegt in der Stadt Porta Westfalica. Es ist rund 47 Hektar groß, wurde 1991 eingerichtet und wird unter der Bezeichnung MI-042 geführt.
Es liegt nordöstlich des Ortsteiles Möllbergen und südlich der Autobahn A 2.
Die Unterschutzstellung soll die Herrichtung eines großflächigen Abgrabungsgeländes zu einem Biotopkomplex als Refugium für seltene Tier- und Pflanzenarten ermöglichen.